# Воля-Мысловска
Воля-Мысловска (пол. Wola Mysłowska) — сельская гмина (волость) в Польше, входит как административная единица в Лукувский повет, Люблинское воеводство. Население — 5325 человек (на 2004 год).

## Соседние гмины
1. Гмина Клочев
2. Гмина Кшивда
3. Гмина Мясткув-Косцельны
4. Гмина Станин
5. Гмина Сточек-Луковски
6. Гмина Желехув